# Orazi
Ne doit pas être confondu avec Manuel Orazi.
Pour les articles homonymes, voir Orazi (homonymie).
Orazi (ORAZI) né le 28 février 1906 et mort le 19 janvier 1979 est un peintre français, rattaché à la nouvelle École de Paris.
Dans sa carrière artistique, il écrivait son nom en lettres capitales : « ORAZI ».
Son œuvre va du figuratif à l'art abstrait et à la peinture « en relief », pour revenir au figuratif dans sa toute dernière période (les Paysages de l'Imaginaire).
Très lié à Édouard Pignon dès 1946, il restera son ami pendant toute sa vie.
Membre historique du Salon de mai à Paris, depuis sa fondation, il est souvent cité dans la revue Les Lettres françaises à partir de 1949.
En 1952, il est nommé sociétaire de la section peinture de la Société du Salon d'automne.
Deux de ces œuvres sont conservées dans le Fonds national d'art contemporain (La Course aux taureaux, 1950 et Paysage du Mexique, 1957).
Ses expositions en France, en Europe, au Mexique et au Japon font l'objet de catalogues et d'articles de 1934 à 1980, et plus tard en 2016-2018. Il aura aussi des expositions posthumes en 1980, 2003 et 2005-2006.
Le photographe américain Peter Beard a reproduit dans le calendrier Pirelli de 2009, quatre tableaux d'ORAZI  de la période Peinture en Relief..
ORAZI s'est choisi ce nom de peintre, qui vient de l’Antiquité romaine, représenté — depuis le XVIIe siècle — par des artistes originaires de Bologne et du centre de l’Italie, actifs en France. Parmi ces peintres, on trouve notamment les Horatio et les Orazio.

## Biographie

### Les premières années
Après des études classiques et littéraires, pétri d'esthétique ancienne, d’histoire, de philosophie et de musique — il a été pianiste dans sa jeunesse —, il pratique la peinture dès le lycée.
L’art, la peinture seront sa vocation, sa passion, son unique profession de foi, comme d’ailleurs le soulignera le critique d’art et écrivain Hélène Parmelin dans sa présentation écrite pour l’exposition posthume de 1980 à Paris, dans la galerie 222 : « Comment parler de ce seigneur-ami inoubliable ? Comment exprimer la vitalité de son intelligence… Peintre peintrissime [sic]. Une seule chose le torturait, l’exaltait… la peinture. Une seule aventure, la peinture, le revendiquait tout entier. La peinture était son mode de vie, son maître et son tortionnaire. Son interrogation et sa respiration ».
ORAZI se déplace toujours, à la recherche de nouvelles expériences artistiques.
Il est à Paris, mais il est aussi à Venise vers la fin des années 1920, dans un contexte international marqué par des artistes comme Filippo De Pisis et Leonardo Dudreville. Ce dernier l'avait apprécié comme artiste dès sa toute première jeunesse et le considérait son élève. Il fait un portrait d'ORAZI, daté de 1927, qui est conservé par sa famille.
ORAZI participe à la Biennale de Venise de 1934 et de 1936 avec trois toiles (Paulette, Wally et Jeune Femme habillée en bleu). Dudreville écrira la présentation pour son exposition individuelle, toujours en 1934, à la Galleria Pesaro, qui avait grande réputation à l'époque.
À Rome, en 1935, à la deuxième manifestation de la Quadriennale d’Arte Nazionale, il présente deux toiles : Jasmine et Jeune femme qui repose avec son chat..
À Paris, il installe son premier atelier individuel au 165, boulevard du Montparnasse dès 1934. Son Atelier définitif sera sur l'Avenue du Maine. Il participe à la vie intellectuelle intense, qui fait de ce quartier, depuis les années 1920, le point de rencontre des nouvelles idées artistiques.
En 1937, il expose à la galerie de Paris. En 1937 et 1938, il est parmi les artistes qui exposent au premier et deuxième Salon des jeunes artistes, qui se tiennent dans la même galerie, rue du Faubourg Saint-Honoré.
La peinture d'ORAZI précédant la Seconde Guerre mondiale, natures mortes, paysages, portraits, était expressive de couleur et de composition. Cependant, une série d’œuvres de la période de 1934 à 1946 environ, faisait clairement apparaître les éléments distinctifs de son style, caractérisé par son lien non seulement avec l'avant-garde historique, mais aussi avec les grands noms de l'art postimpressionniste français,.

### La maturité. Peinture du mouvement
Au lendemain de la guerre, ORAZI est un des artistes du nouveau Salon de mai, association fondée dans la clandestinité à Paris en 1943 pour s’opposer à l’idéologie du nazisme et déclarée en décembre 1944. Dans l’enthousiasme d'une liberté retrouvée, le Salon de mai marquait la montée d'une génération d'artistes, mûrie dans l'ombre de l'occupation allemande, dont le large public ignorait l'existence, et qui maintenant surgissait avec vigueur. Le nouveau salon, répondant à cette nécessité, s’imposa rapidement et devint l'une des plus importantes manifestations artistiques françaises, attendue chaque année avec une vive curiosité.
C'est dans ce milieu culturel qu'ORAZI se lia avec le peintre, lithographe et designer Édouard Pignon d'une amitié profonde, destinée à se maintenir toute la vie.
Le premier Salon de mai, sous la présidence de Gaston Diehl, eut lieu à Paris en 1945. Initialement organisé à la galerie Pierre Maurs, avenue Matignon, puis à la galerie Arts, rue du Faubourg Saint-Honoré, dès la fin des années 1940 le Salon de mai se déplaçait des salles du palais de New-York pour passer en 1953 dans celles du musée d'Art moderne de Paris, où il se déroulera durant presque deux décennies. ORAZI y expose régulièrement à partir de 1947 jusqu’à sa mort. Il en est un de ses exposants historiques. Ceci est souligné dans la note de présentation du catalogue du Salon de mai de 1979, intitulée La volonté de continuer, signée par le président-fondateur Gaston Diehl: « En terminant je tiens a rappeler le souvenir de ceux qui nous ont récemment quittés […] et plus spécialement deux peintres qui furent si longtemps nos fidèles compagnons de route, Orazi et Burtin ».
À partir de la fin des années 1940, le parcours artistique d'ORAZI connaît un développement autonome et original. Son nouveau style, avec ses effets dynamiques et plastiques, soulignés par la force de la couleur, sera dénommé « Peinture du Mouvement » par le critique Jean-Pierre Pietri,.
La « Peinture du Mouvement », de 1947 à 1954 environ, suscita un remarquable intérêt dans la presse de l'époque. La revue parisienne Les Lettres françaises, par la plume de Jean-Pierre (Pietri) qui vient de visiter l’atelier d’ORAZI, dans son article « L’œuvre d’ORAZI exprime la vie », commente deux de ses vastes compositions : La Corrida (à cheval), qui a été exposée au Salon de mai de 1949 et Bagarre à la sortie de l'usine, qui sera présentée au prochain Salon d'automne. Des passages de l’article de Jean-Pierre (Pietri) sont significatifs : « Par une construction à base de spirales […] grâce à une répartition rationnelle des couleurs, dynamique ou statique, suivant le cas, ORAZI oblige le regard à suivre sur la toile un chemin d’éternité qui est celui même de la naissance et du développement du mouvement […] le mouvement est chez lui passion […] la peinture bouge ».
Dans d'autres compositions, comme Affrontement entre les manifestants de 1949-1950 ou comme L’Enfant blessé — exposée au Salon d'automne de 1951 —, ORAZI représenta les grandes questions sociales de l'époque en Europe. Dans une autre composition, L'Exode (1950) présentée au Salon d'automne de 1952, il représenta un long convoi de réfugiés fuyant l'invasion nazie : de vastes dimensions (140 × 240 cm), elle avait été dédiée au critique Jean Pierre Pietri. L'Exode rencontra la faveur de la critique et de la presse,,.
Un petit groupe de peintures d'Orazi est inspirée du film Rome, ville ouverte (1945), chef-d'œuvre du néoréalisme du metteur en scène Roberto Rossellini, qui avait eu un succès extraordinaire en France. En 1950, il est à nouveau remarqué au Salon de mai, où il expose sa vaste composition (130 × 210 cm) éponyme, Rome ville ouverte, qui évoque une des scènes les plus dramatiques de ce film : l’affrontement de la population romaine et des nazis au cours des journées de la libération. Les Lettres Françaises reproduit en grande dimension cette toile. L’intensité plastique de cette œuvre retient encore une fois le critique Jean-Pierre Pietri, qui définit ORAZI comme « […] un authentique et peut être unique fresquiste, capable d’aborder la grande peinture d’histoire. Sa toile nous livre des éléments nouveaux : le mouvement et le sens du groupe humain »
La « Peinture du Mouvement » s’enrichit de scènes sportives, telles que la peinture, aux couleurs très vives, Les Footballeurs de 1950, et surtout de scènes de la vie du cirque et de ses personnages — clowns, écuyères, ballerines, jongleurs, athlètes, accompagnés par leurs animaux. Ces dernières constituent une série bien définie de toiles, très appréciées par la critique de l’époque et exposées au Salon de mai de 1951 et de 1952, à la Deuxième Biennale de Menton et au Salon d'automne de 1953, à la galerie Marcel Bernheim à Paris en 1954,,,,,,.
La Course de taureaux de 1950, une composition qui représentait la course camarguaise, fut acquise par le Fonds national d'art contemporain.
À propos de la production artistique d’ORAZI, la presse spécialisée parisienne — Arts et Les Lettres françaises — informait le visiteur du Salon de mai, du Salon d’automne et de son exposition individuelle de 1954 à la galerie Marcel Bernheim, sur l'existence d'un « imitateur », un peintre mentionné comme « directement inspiré » des œuvres d’ORAZI et qui avait exposé ses tableaux à l'Helmaus de Zurich en 1953,.
La « Peinture du Mouvement » a dans son répertoire un groupe de tableaux, qui s’échelonne de 1948 à 1953 environ et qui représente la vie, le travail et la culture paysanne. Dans ce contexte il faut inscrire les nombreuses toiles créées dans une région méditerranéenne où le paysage était encore intact, où l’homme suivait encore une tradition ancestrale et des rythmes anciens : la Barbagia, un coin d'Italie dans la région insulaire de Sardaigne. ORAZI y séjourna pendant plusieurs mois en 1953. Les tableaux de cette période, chargés d'atmosphères extraordinaires, sont dénommés Peintures sur la Sardaigne (Barbagia) (ou, rarement, Cycle de la Sardaigne). Vingt-cinq de ces œuvres ont été présentées en 1954 à Paris à l’exposition individuelle organisée à la galerie Marcel Bernheim, deux au Salon d’automne de 1954,,,,,,. Avant même ces expositions, ces œuvres avaient été appréciées par la critique et annoncées par la presse. Une partie consistante de ce peintures, paysages, portraits, scènes de vie, a été acquise par la commune de Gavoi, en Barbagia.
Toujours dans l'année 1954, la rédaction des Lettres françaises, alors dirigées par Louis Aragon, proposa à ORAZI d'illustrer un des contes de l'écrivain et journaliste Italo Calvino.
Dans le cadre de cette expérience se situeront aussi des représentations de batailles historiques, inspirées surtout par l'histoire napoléonienne en Europe, dont certaines furent exposées à Paris au Salon de mai de 1955 et de 1957,, et au Salon des indépendants de 1957, ainsi qu'à la galerie milanaise L’Annunciata en 1959.

### Les peintures sur le Mexique. Les paysages parisiens
La passion pour le paysage, manifestation physique de la puissance d’une nature toujours différente sur la Terre, n’abandonne jamais cet artiste. Au début des années 1950, il peint une série de paysages dans les terres préservées de l'arrière-pays de la côte méditerranéenne. En 1953, un article des Lettres françaises publia un de ces paysages, illustré par un poème d'Eugène Guillevic, un des grands amis d’ORAZI.
Puis une autre recherche va le pousser vers des régions lointaines, au Mexique, un monde exceptionnellement attrayant pour les intellectuels et les artistes de son époque. Il y séjourna en 1955 et 1956-1957. Les paysages naturels, les coutumes et les traditions de la population locale sont les thèmes de la série de peintures intitulée Peintures sur le Mexique (ou, rarement, Cycle du Mexique). Elles furent présentées à l’exposition individuelle à Paris, à la fin de 1957, à la galerie Vendôme, ainsi que dans des expositions collectives.
L'exposition à la galerie Vendôme reçut un écho favorable,,,,. Il est possible de la retrouver, par exemple, dans l’article paru dans le journal L'Information artistique, en décembre 1957, pendant l’exposition : « ORAZI, qui vient de passer plus de deux ans au Mexique, propose à la Galerie Vendôme les toiles […] qu’il a rapportées de ce voyage. Ne sacrifiant jamais à l’exotisme, ou à une exubérance facile, il y a peint des paysages plutôt austères[…] qui atteignent une belle intensité d’expression, des portraits puissamment charpentés et des scènes de la vie locale dont l’intérêt n’a rien d’anecdotique mais vient d’un effort sincère du peintre pour bien sentir leur caractère et l’exprimer avec le maximum d’évidence ». Ou encore dans l’article de Jacques Disse, « ORAZI et le Mexique », publié par Nouvelle Critique en janvier 1958 : « Il s’agit d’un événement artistique de première importance […] Une quarantaine de tableaux […] C’est l’art le plus dénué de littérature et le plus riche de contenu humain […] les paysages […] communiquent aux spectateurs des sensations fortes de distances, d’espace et de lumière, que l’artiste restitue par une construction extrêmement savante de formes en mouvement […] L’artiste n’expose pas des morceaux des paysages […] mais des compositions complètes, ordonnées, majestueuses » ».

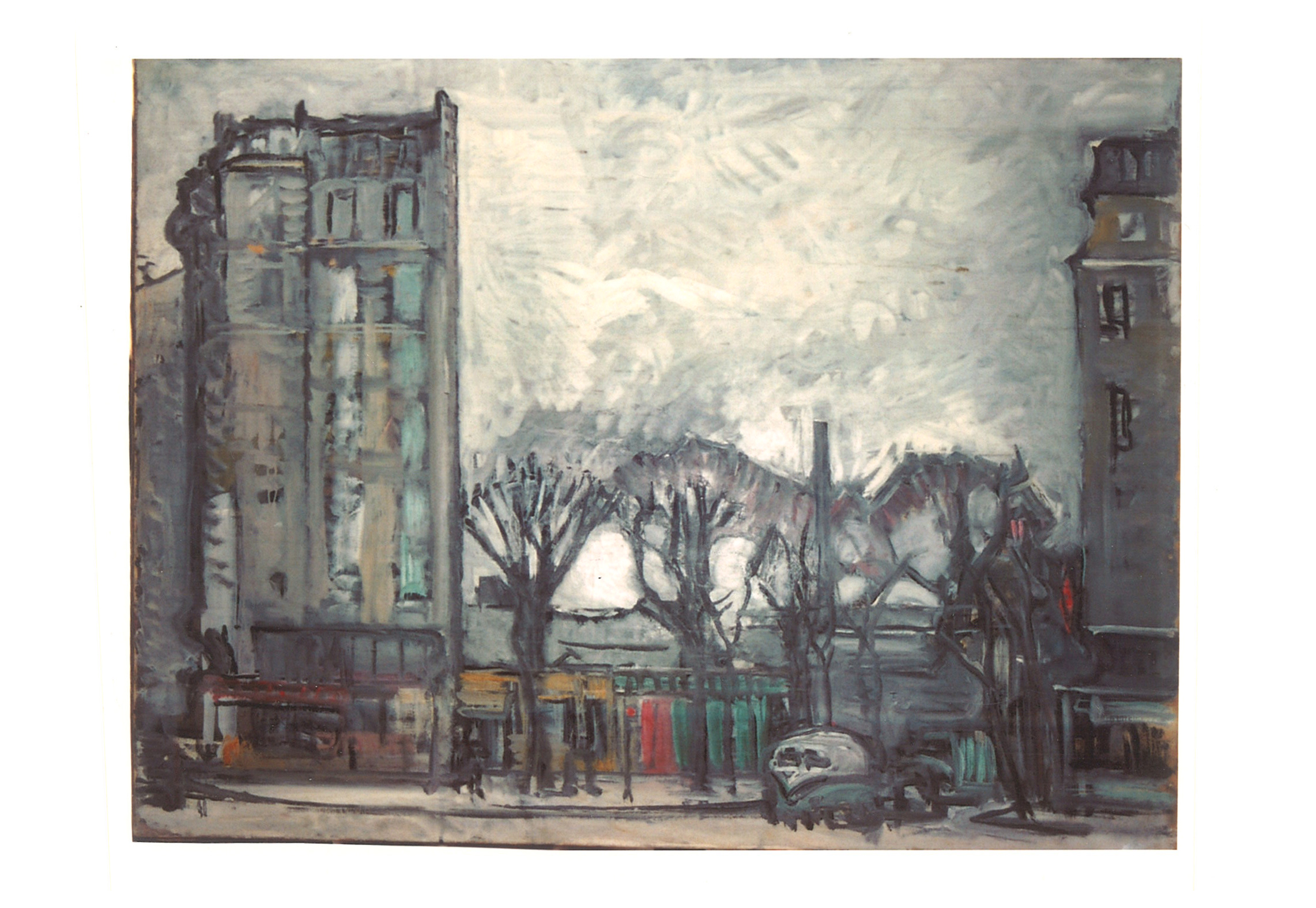
ORAZI' Avenue Parisienne, 1957-1958

L'intérêt pour le paysage ramène cet artiste à nouveau à Paris. Un Paris qui change et qui, au nom d’une modernité parfois violente, voit disparaître certains de ses traits historiques. Naissent ainsi les peintures de la série des Paysages Parisiens, essentiellement saisissantes et mélancoliques : des vues de Montparnasse, où l’on abat de grandes portions de maisons et de petites rues habitées par les artistes, mais surtout des bords de Seine dans ces nouveaux quartiers hérissés de chantiers, touffus de grues dont les lignes verticales contrastent avec celles des péniches amarrées, symboles du passé.
Plusieurs de ces peintures, seront exposées à la galerie L'Annunciata de Milan en 1959.
Dans certains de ces paysages parisiens, ainsi que certains paysages méditerranéens et mexicains des années précédentes, la ligne distille les formes, la couleur prend une place essentielle dans la représentation physique : l'artiste prépare déjà sa période abstraite.

### L'art abstrait. La «Peinture en Relief»
Dès la fin des années 1950, la peinture d’ORAZI s'oriente résolument vers l'art abstrait, dans lequel sa sensibilité pour la couleur joua un rôle essentiel. En témoigne par exemple l’analyse publiée, avec la reproduction d’une de ses peintures par Les Lettres françaises : « Refusant toute structure […] seule la couleur travaille à l'expression de cette vision picturale, dont la pâte porte la trace de la sensibilité du peintre, de ses élans, de ses silences ». Dans ce contexte se situe son exposition individuelle à la galerie 7, à Paris, en 1961. Le critique d’art et écrivain Michel Courtois présentait l’exposition, qui suscita l'intérêt de la critique,,.
Toutefois, depuis la fin des années 1950, une autre recherche, encore une fois ancrée dans le besoin de cet artiste de travailler sur la plasticité et au même temps explorer le système de la nature, dominera sa créativité : la « Peinture en Relief » (1958-1968 environ). C'est une période de grande intensité intellectuelle, qui révèle sa surprenante imagination, ainsi que sa maîtrise des moyens techniques. Pour réaliser ses tableaux il utilisait des matériaux, le plus possible d’origine naturelle, grâce auxquels il créait des formes qui se soulevaient, qui émergeaient de la superficie de la toile et, bien souvent, se prolongeaient au-delà de la structure du châssis.
Le caractère de la « Peinture en Relief » est mis en évidence par le critique d'art Jean-Jacques Lévêque à l'occasion de l'exposition individuelle d'ORAZI organisée en 1966 par la galerie du Passeur à Paris : « […] il s’agit d’un spectacle. D’un spectacle naturel, de la vie des sols, des dures et poignantes poussées qui structurent le monde. Des formes nouées convulsives soudain s’emparent de l’espace et dans leur élan irrésistible s’épanouissent au-delà  des limites imposés par le cadre »,.
Initialement, ces œuvres ont été caractérisées par un relief encore assez peu prononcé. L'une d’elles, intitulée Été, a été présentée au Salon de mai de 1962, qui avait eu lieu non seulement à Paris mais aussi à Tokyo, Osaka et Yawata.
Puis le relief devient toujours plus saillant. Les formes sortent de l’encadrement du tableau et la couleur concourt à les définir : la matière, le relief, deviennent le support de la couleur. Dans ce genre de créations il s’agit presque plus de sculptures que de peintures. La nature — ses éléments, ses formes, ses phénomènes — est toujours à la base de cette recherche. La critique de l’époque est très positive, comme en témoigne la présentation du critique Raoul-Jean Moulin : « ORAZI interroge la nature du monde […] refusant toute symbolique, le peintre met à l’épreuve la pierre, la plante, l’air, la lumière […] Matières originelles, âpres et remuantes, coulées de laves éruptives, météorites pétrifiés […] moments de la formation de l’univers. Formes trouées, déchirées, formes nouées, convulsives […] cette réalité palpitante, primordiale nous parle » ».
Le critique Georges Boudaille propose une interprétation du travail artistique d’ORAZI : « La forme, la couleur ne lui suffisent plus […] Il pétrit la toile comme une terre glaise pour lui donner la vie. La toile n’est plus le quadrilatère défini avec précision […] La matière se soulève tantôt comme la croûte terrestre et tantôt comme des pétales de fleurs, des formes prolifèrent jusqu’à sortir des limites du tableau pour envahir l’espace […] ce sont des terres, mais aussi des laves volcaniques, des écorces d’arbre, des rocs, des montagnes ».
Les tableaux de la « Peinture en Relief » ont également été présentés au Salon de mai de 1962 à 1979, ainsi que dans d'autres manifestations artistiques en France et Europe.

### La «Ligne Circulaire»

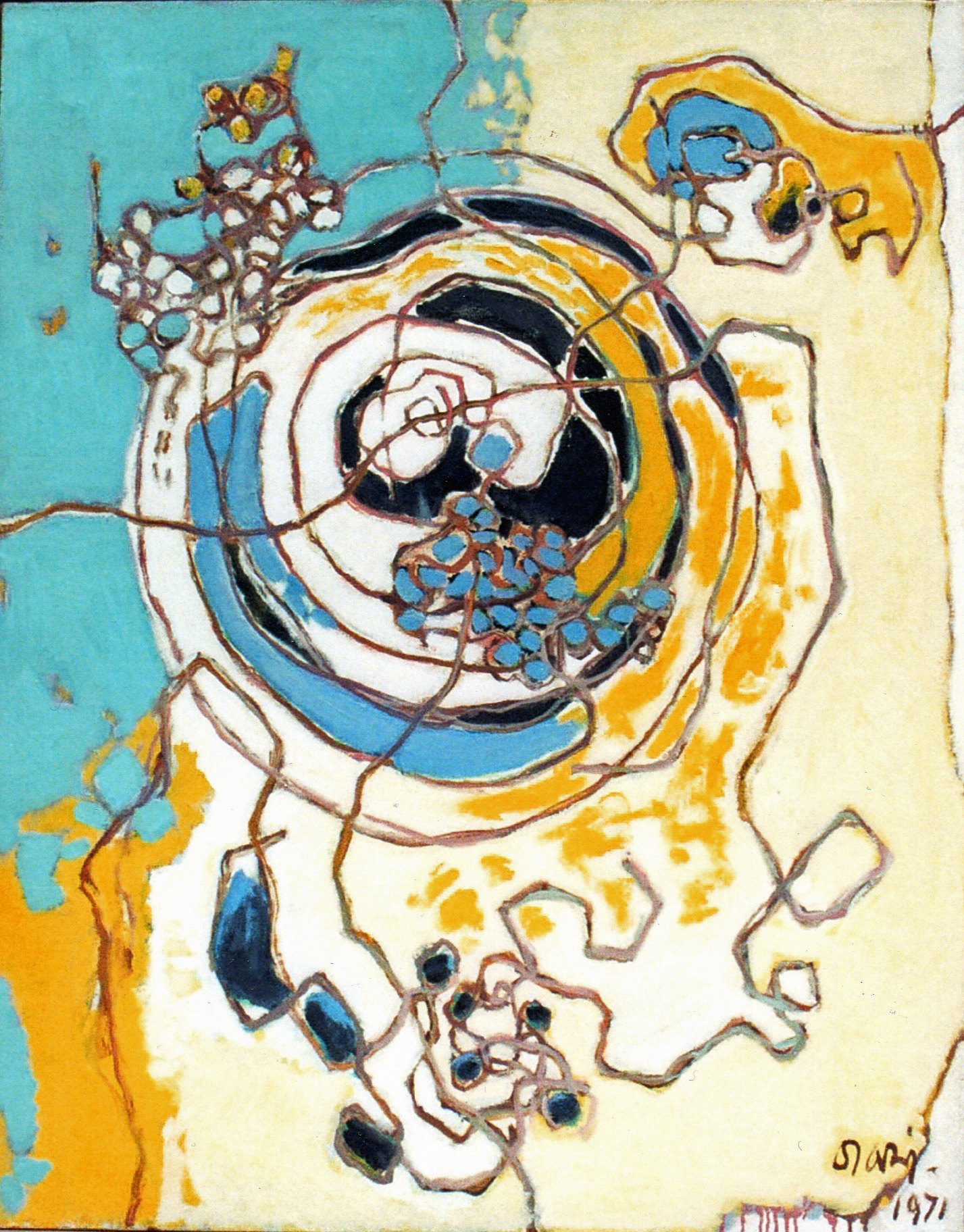
ORAZI', Nebuleuse sur fond bleu-turquoise, 1971, 92 x 72 cm (période artistique du peintre: "Ligne Circulaire")

Bien souvent, la « Peinture en Relief » témoigne, chez cet artiste, d'une forte tendance à la définition circulaire des formes, qui laisse entrevoir ce que sera sa dernière manière, dénommée « Ligne Circulaire » (1970-1977).
Elle correspond aux dernières années de sa vie, où les forces physiques sont moins vigoureuses et peut-être l’art de matière demande un effort trop contraignant. À présent, il n’est plus question du spectacle puissant et même convulsif des manifestations naturelles, mais de l’autre dimension de notre univers : son harmonie, la naissance et les rythmes de ses planètes, la vastitude de ses firmaments, représentés par des couleurs étoffées et tendres, décidées et souples à la fois.
Un groupe de tableaux de la période « Ligne Circulaire » fut dénommé « Têtes-Paysage » : dans ces peintures émergent de mystérieuses têtes humaines, ou de faunes et de personnages mythologiques, qui forment en même temps des paysages naturels.
Sur l'ensemble de cette période picturale s’est concentrée l’exposition posthume de 1980, pour laquelle le critique Hélène Parmelin proposa son hommage à ORAZI où dans ses lignes, elle laisse paraître la personnalité de cet artiste solitaire, volontairement en dehors de l’éphémère de la mondanité, « […] jamais envieux, jamais aigri, dans son orgueilleuse citadelle naturelle de la peinture. »
Ce sont des traits qui peuvent être retrouvés dans le dernier écrit de cet artiste, Stracco, un conte métaphorique, au-delà du temps et des circonstances, publié en 1974 par l’éditeur parisien Christian Bourgois : sur la couverture était reproduite l’image du personnage de ce livre qui appartient au groupe spécifique des « Têtes-Paysage ». Les deux tableaux qui représentent le personnage de ce livre avaient été réalisés dans la technique de l'art en relief et dans le style de la ligne circulaire. Le premier des deux fut exposé à Toulon, en 1973, au Salon international d'arts plastiques.

### Le retour au paysage
Le paysage est une dimension qui continue à être essentielle pour cet artiste, et revient toujours sur ses toiles, de sa jeunesse à sa dernière recherche. De 1974 à la fin de 1978, un petit groupe de peintures est dédié au paysage : le groupe des Paysages de l’imaginaire.
Il s'agit de paysages de mémoire, tirés de ses voyages, mais presque de rêve, qu'il voulait de plus en plus dépouillés, réduits à l'essentiel. On y retrouve les rythmes et des détails des tableaux de la période dite Ligne Circulaire dédiés aux planètes et à la vastitude des firmaments. Tous, proposent l'image de la Terre perçue dans l'essence de ses formes et de ses couleurs, dans sa générosité, dans sa tendresse.